# Astromuricea polyklados
Astromuricea polyklados is een zachte koraalsoort uit de familie Plexauridae. De koraalsoort komt uit het geslacht Astromuricea. Astromuricea polyklados werd in 1896 voor het eerst wetenschappelijk beschreven door Germanos. 